# 波叶大黄
波叶大黄（学名：Rheum rhabarbarum），为蓼科大黄属下的一个植物种。有變種长叶波叶大黄（学名：Rheum undulatum var. longifolium）。